# Tübach
Tübach är en ort och kommun i distriktet Rorschach i kantonen Sankt Gallen, Schweiz. Kommunen har 1 594 invånare (2023).